# Liste der Kulturgüter in Diemtigen
Die Liste der Kulturgüter in Diemtigen enthält alle Objekte in der Gemeinde Diemtigen im Kanton Bern, die gemäss der Haager Konvention zum Schutz von Kulturgut bei bewaffneten Konflikten, dem Bundesgesetz vom 20. Juni 2014 über den Schutz der Kulturgüter bei bewaffneten Konflikten sowie der Verordnung vom 29. Oktober 2014 über den Schutz der Kulturgüter bei bewaffneten Konflikten unter Schutz stehen.
Objekte der Kategorien A und B sind vollständig in der Liste enthalten, Objekte der Kategorie C fehlen zurzeit (Stand: 8. Februar 2024). Unter übrige Baudenkmäler sind geschützte Objekte zu finden, die im Bauinventar des Kantons Bern als «schützenswert» verzeichnet sind.

## Kulturgüter
| Foto |                                                                            | Objekt                                          | Kat. | Typ | Standort                      | Beschreibung |
| ---- | -------------------------------------------------------------------------- | ----------------------------------------------- | ---- | --- | ----------------------------- | --- |
| ja   | Datei hochladen · Wikidata zu Bauernhaus (Q19362570)                       | Bauernhaus KGS-Nr.: 00869                       | A    | G   | Selbezen 10 611213 / 166926   | Das 1738 erbaute, so genannte «Sälbezehus» ist ein eindrückliches Bauernhaus. Es besteht aus einem massiven Kellergeschoss und einem dreifachen Schwellenkranz, über den sich eine Holzkonstruktion in Ständer- und Blockbauweise erhebt. Die symmetrisch gegliederte Front ist im älteren Simmentaler Stil mit Schnitzereien und Malereien reich verziert, dargestellt werden florale, heraldische und biblische Motive.                 |
| ja   | Datei hochladen · Wikidata zu Bauernhaus (Q19362560)                       | Bauernhaus KGS-Nr.: 09773                       | A    | G   | Dorf 32 609650 / 166436       | Um 1770 bis 1780 möglicherweise durch Hans Messerli erbautes Bauernhaus, auch «Trogmatte» genannt. Aussergewöhnlich grosses Gebäude, bestehend aus gemischter Holzkonstruktion über gemauertem Erdgeschoss. An der südlichen Traufseite befindet sich eine Laube mit Aufgang und Lukarne, an der nördlichen eine zweistöckige Laube. Verschiedene Friese und lebhaft geschwungene Block-Konsolen zieren die talwärts orientierte Fassade. |
| BW   | Datei hochladen · Wikidata zu Mittelsteinzeitlicher Felsschirm (Q29652057) | Mittelsteinzeitlicher Felsschirm KGS-Nr.: 00867 | B    | F   | Oeyenriedkopf 604650 / 161100 | Dieser Abri unter der Schurtenfluh gilt als der erste in den Schweizer Alpen gefundene Rastplatz der Mittelsteinzeit. Ausgegraben wurden Steinbockknochen sowie Geräte aus Stein und Kristallen. |
| ja   | Datei hochladen · Wikidata zu Grosshaus (Q29652054)                        | Grosshaus KGS-Nr.: 00868                        | B    | G   | Dorf 28 609650 / 166436       | Dieses 1805 erbaute Bauernhaus, auch «Grosshaus» genannt, ist ein mächtiger 13-achsiger Ständer- bzw. Blockbau über einem gemauerten Kellergeschoss. Bemerkenswert sind insbesondere die weit gespannte, geschweifte Ründe und die darunter befindliche Laube. Reiche Flachschnitzereien mit Pflanzenmotiven zieren die Fassade. |
| ja   | Datei hochladen · Wikidata zu Haus Klossner (Gastwirtschaft) (Q29652059)   | Haus Klossner (Gastwirtschaft) KGS-Nr.: 00870   | B    | G   | Tiermatti 33 604393 / 159473  | 1751 erbautes Bauernhaus, heute als Gaststätte genutzt. Der in Mischkonstruktion ausgeführte Bau ruht auf einem gemauerten Erdgeschoss und ist mit dem ältesten, datierten abgewalmten Satteldach mit Gerschild des Oberlands eingedeckt. Die asymmetrisch unterteilte Fassade besitzt ein reiches plastischer Dekor mit Fries und Malereien, die ornamentale, pflanzliche, figürliche und heraldische Motive darstellen.                 |
| ja   | Datei hochladen · Wikidata zu Gasthof Hirschen (Q112020252)                | Gasthof Hirschen KGS-Nr.: 16777                 | B    | G   | Dorf 10 609731 / 166495       | Kurz nach 1800 erbauter Gasthof |

## Übrige Baudenkmäler
Hinweis: Anstelle der KGS-Nummer wird als Objekt-Identifikator (ID) die Grundstücksnummer verwendet.
| ID         | Foto |                                                                          | Objekt                         | Typ | Standort                                        | Beschreibung |
| ---------- | ---- | ------------------------------------------------------------------------ | ------------------------------ | --- | ----------------------------------------------- | ------------ |
| 89         | ja   | Datei hochladen · Wikidata zu Reformierte Kirche (13. Jh.) (Q122642493)  | Reformierte Kirche (13. Jh.)   | G   | Dorf 11 609746 / 166470                         |              |
| 103        | BW   | Datei hochladen                                                          | Alphütte (18. Jh.)             | G   | Meniggrund (Hintermänigen) 1008 600574 / 160185 |              |
| 121        | ja   | Datei hochladen · Wikidata zu Pfarrhaus (1781/82) (Q122643251)           | Pfarrhaus (1781/82)            | G   | Dorf 21 609717 / 166444                         |              |
| 121        | BW   | Datei hochladen                                                          | Ofenhaus (1781)                | G   | Dorf 21a 609700 / 166415                        |              |
| 162        | BW   | Datei hochladen                                                          | Bauernhaus (1830)              | G   | Bächlenstrasse 11 610626 / 167431               |              |
| 182        | BW   | Datei hochladen                                                          | Bauernhaus (um 1500)           | G   | Lengg 11 610807 / 167342                        |              |
| 184        | BW   | Datei hochladen                                                          | Bauernhaus (1788)              | G   | Zäunegg 39 611693 / 167055                      |              |
| 253        | BW   | Datei hochladen                                                          | Bauernhaus (1730)              | G   | Tiermatti 37 604391 / 159424                    |              |
| 290        | BW   | Datei hochladen                                                          | Vorsasshaus (1731)             | G   | Horben (Nitzel) 156 611813 / 162644             |              |
| 311        | ja   | Datei hochladen · Wikidata zu Bauernhaus Obere Walkenmatte (Q122642094)  | Bauernhaus (1757)              | G   | Walkenmatte 13 609855 / 163911                  |              |
| 413        | ja   | Datei hochladen · Wikidata zu Bauernhaus (1823) (Q122646961)             | Bauernhaus (1823)              | G   | Dorf 42 609624 / 166330                         |              |
| 417        | BW   | Datei hochladen                                                          | Heidenhaus (1507–1510)         | G   | Dörfli Bächlen 12 610653 / 166056               |              |
| 477        | BW   | Datei hochladen                                                          | Bauernhaus (1804)              | G   | Bergli 6 609252 / 166306                        |              |
| 531        | ja   | Datei hochladen · Wikidata zu Bauernhaus (spätes 16. Jh.) (Q122648999)   | Bauernhaus (spätes 16. Jh.)    | G   | Dorf 44 609638 / 166298                         |              |
| 536        | BW   | Datei hochladen                                                          | Alphütte (1. Hälfte 19. Jh.)   | G   | Mittelberg 532 606071 / 153740                  |              |
| 565        | ja   | Datei hochladen · Wikidata zu Bauernhaus (1789) (Q122650367)             | Bauernhaus (1789)              | G   | Styg 7 609846 / 166689                          |              |
| 593        | BW   | Datei hochladen                                                          | Bauernhaus (1752)              | G   | Wattfluh 14 610132 / 165318                     |              |
| 636        | BW   | Datei hochladen                                                          | Bauernhaus (1627)              | G   | Bergli 12 609146 / 166395                       |              |
| 636        | BW   | Datei hochladen                                                          | Scheune (1787)                 | G   | Bergli 12c 609178 / 166546                      |              |
| 650        | BW   | Datei hochladen                                                          | Wohnhaus (1778)                | G   | Kileystrasse 7 604064 / 158290                  |              |
| 719        | BW   | Datei hochladen                                                          | Bauernhaus (1570)              | G   | Dorf 35 609652 / 166384                         |              |
| 760        | BW   | Datei hochladen                                                          | Bauernhaus (1743)              | G   | Kileystrasse 5 604055 / 158562                  |              |
| 760        | BW   | Datei hochladen                                                          | Scheune (2. Hälfte 18. Jh.)    | G   | Kileystrasse 5a 604089 / 158544                 |              |
| 860        | BW   | Datei hochladen                                                          | Bauernhaus (1636)              | G   | Selbezen 2 611114 / 166886                      |              |
| 865        | BW   | Datei hochladen                                                          | Bauernhaus (1643)              | G   | Bergli 2 609279 / 166264                        |              |
| 921        | BW   | Datei hochladen                                                          | Alphütte (1841)                | G   | Eggweide 495 608682 / 160934                    |              |
| 942        | BW   | Datei hochladen                                                          | Bauernhaus (1784)              | G   | Wampflen 17 608142 / 163394                     |              |
| 945; 1013  | BW   | Datei hochladen                                                          | Bauernhaus (1753)              | G   | Narrenbach 36, 38 605113 / 161262               |              |
| 958        | BW   | Datei hochladen                                                          | Bauernhaus (um 1780)           | G   | Riedli 50 607000 / 162262                       |              |
| 963        | BW   | Datei hochladen                                                          | Bauernhaus (1791)              | G   | Unterberg 1 608643 / 162968                     |              |
| 1030       | ja   | Datei hochladen · Wikidata zu Bauernhaus (16. Jh.) (Q122652329)          | Bauernhaus (16. Jh.)           | G   | Dorf 4 609761 / 166526                          |              |
| 1038; 2988 | BW   | Datei hochladen                                                          | Bauernhaus (1785)              | G   | Narrenbach 6, 8 605367 / 161502                 |              |
| 1200; 3223 | BW   | Datei hochladen                                                          | Bauernhaus (1792)              | G   | Wiler 10, 12 610135 / 167359                    |              |
| 1284       | ja   | Datei hochladen · Wikidata zu Bauernhaus Untere Walkenmatte (Q122641748) | Bauernhaus (Mitte 18. Jh.)     | G   | Walkenmatte 5 609803 / 164018                   |              |
| 1584       | BW   | Datei hochladen                                                          | Bauernhaus (1834)              | G   | Tiefenbach 63 610010 / 164170                   |              |
| 2170       | ja   | Datei hochladen · Wikidata zu Kapelle (1911) (Q55414780)                 | Kapelle (1911)                 | G   | Grimmialp 35 603715 / 158205                    |              |
| 2321       | ja   | Datei hochladen · Wikidata zu Gasthof Hirschen (Q112020252)              | Gasthof Hirschen (um 1800)     | G   | Dorf 10 609731 / 166495                         |              |
| 2499       | BW   | Datei hochladen                                                          | Bauernhaus (2. Hälfte 16. Jh.) | G   | Hasli 15 611251 / 167259                        |              |
| 3066       | BW   | Datei hochladen                                                          | Scheune (1779)                 | G   | Styggässli 20 609625 / 166442                   |              |